# Premios de la Sociedad Internacional de Cinéfilos 2006
La 3ª edición de los Premios de la Sociedad Internacional de Cinéfilos se celebró en 2006.

## Premios y nominaciones
La película ganadora está resaltada en dorado.

### Mejor película
| País           | Título                     | Director            |
| -------------- | -------------------------- | ------------------- |
| Hong Kong      | 2046                       | Wong Kar-Wai        |
| Estados Unidos | A History of Violence      | David Cronenberg    |
| Estados Unidos | Brokeback Mountain         | Ang Lee             |
| Estados Unidos | Capote                     | Bennett Miller      |
| Alemania       | Downfall                   | Oliver Hirschbiegel |
| Estados Unidos | Good Night, and Good Luck. | George Clooney      |
| Estados Unidos | Junebug                    | Phil Morrison       |
| Estados Unidos | Munich                     | Steven Spielberg    |
| Reino Unido    | The Constant Gardener      | Fernando Meirelles  |
| Estados Unidos | The New World              | Terrence Malick     |

### Mejor película en habla no inglesa
Esta categoría se encuentra actualmente descontinuada. En la 16° edición de los premios se presentó por última vez. Para la 17° edición se unifican las categorías de Mejor película y Mejor película de habla no inglesa en una sola (el nombre de la categoría pasa a ser Mejor película a secas sin distinciones de origen).
| País               | Título                         | Director                  |
| ------------------ | ------------------------------ | ------------------------- |
| Hong Kong          | 2046                           | Wong Kar-Wai              |
| Francia            | Caché                          | Michael Haneke            |
| República de China | Café Lumière                   | Hou Hsiao-Hsien           |
| Alemania           | Downfall                       | Oliver Hirschbiegel       |
| Alemania           | Head-On                        | Fatih Akin                |
| Francia            | Kings and Queen                | Arnaud Desplechin         |
| Japón              | Nobody Knows                   | Hirokazu Koreeda          |
| Francia            | The Beat That My Heart Skipped | Jacques Audiard           |
| China              | The World                      | Jia Zhangke               |
| Tailandia          | Tropical Malady                | Apichatpong Weerasethakul |

### Resto de categorías

#### Mejor director
- Ang Lee – Brokeback Mountain
- David Cronenberg – A History of Violence

#### Mejor actor
- Bruno Ganz – Downfall
- Heath Ledger – Brokeback Mountain

#### Mejor actriz
- Emmanuelle Devos – Kings and Queen
- Naomi Watts – King Kong

#### Mejor actor de reparto
- Jake Gyllenhaal – Brokeback Mountain
- William Hurt – A History of Violence

#### Mejor actriz de reparto
- Amy Adams – Junebug
- Zhang Ziyi – 2046

#### Mejor reparto
- 2046
- Good Night, and Good Luck.

#### Mejor guion original
- Good Night, and Good Luck. – George Clooney, Grant Heslov
- Junebug – Angus MacLachlan

#### Mejor guion adaptado
- A History of Violence – Josh Olson
- Brokeback Mountain – Larry McMurtry, Diana Ossanai
- Capote – Dan Futterman

#### Mejor fotografía
- 2046  – Christopher Doyle, Pun-Leung Kwan, Yiu-Fai Laii
- Brokeback Mountain  – Rodrigo Prieto
- The Constant Gardener  – César Charlone

#### Mejor diseño de producción
- 2046 – William Chang
- King Kong – Grant Major

#### Mejor banda sonora
- Brokeback Mountain – Gustavo Santaolalla
- Pride and Prejudice – Dario Marianelli

#### Mejor documental
- Grizzly Man
- March of the Penguins
- Rize